# Festuca parvigluma
Festuca parvigluma är en gräsart som beskrevs av Ernst Gottlieb von Steudel. Festuca parvigluma ingår i släktet svinglar, och familjen gräs. Inga underarter finns listade i Catalogue of Life.